# Boxun
Boxun (chinois simplifié : 博讯新闻网 ; chinois traditionnel : 博訊新聞網 ; pinyin : bóxùn xīnwén wǎng) est un site web d'information destiné à la diaspora chinoise, créé à New York en 2000.